# Uza
Uza (em árabe: عزى; romaniz.: Uzza), na Arábia pré-islâmica, era uma deusa adorada no mundo árabe até a Jordânia, próxima a Israel, principalmente pelos nabateus, era responsável pela chuva de inverno que trazia fertilidade e assegurava a vida no meio do deserto, principalmente em sua cidade de maior culto, Petra. 
Sua principal época de culto era no Solstício de Inverno, seu animal sagrado era o leão. Imagens suas guardavam os prédios e tumbas. Posteriormente com o crescimento do Islamismo, foi considerada uma das três filhas do deus supremo juntamente com suas irmãs. É possível encontrar seu nome transliterado também como Oza (Ozza), ou ainda com anteposição do artigo árabe al-. A palavra pertence a mesma raiz de izza ("glória") e significa "Poderosa". Também é possível encontrar a acepção "a mais querida" para seu nome, segundo Jairath Al-Saleh em seu livro "Cidades fabulosas, príncipes e gênios da mitologia árabe" (1990/28).